# San Juan Bautista Guelache
San Juan Bautista Guelache är en ort i Mexiko.   Den ligger i kommunen San Juan Bautista Guelache och delstaten Oaxaca, i den sydöstra delen av landet, 300 km sydost om huvudstaden Mexico City. San Juan Bautista Guelache ligger 1 747 meter över havet och antalet invånare är 4 912.
Terrängen runt San Juan Bautista Guelache är varierad. Runt San Juan Bautista Guelache är det mycket tätbefolkat, med 2 431 invånare per kvadratkilometer. Närmaste större samhälle är Oaxaca de Juárez, 19,2 km söder om San Juan Bautista Guelache. Omgivningarna runt San Juan Bautista Guelache är en mosaik av jordbruksmark och naturlig växtlighet.